# راپتیو
راپتیو (انگلیسی: Raptio) اصطلاحی لاتین است که برای ربودن زنان در مقیاس بزرگ به کار می‌رود: ربودن دختران برای ازدواج، هم‌بالینی یا بردگی جنسی. اصطلاح آلمانی معادل آن Frauenraub (به معنای تحت‌اللفظی دزدی همسر) است. این اصطلاح در زبان انگلیسی باستان و زبان ادبی انگلیسی هم کاربرد داشته و بعدها واژهٔ rape (به معنای تجاوز جنسی) از همین اصطلاح گرفته شده‌است.
راپتیو را نباید با عروس‌ربایی اشتباه گرفت؛ از این نظر که اولی ربودن یک زن توسط یک مرد (و دوستان و بستگان او) است، در حالی که اصطلاح دومی به معنای ربودن گروهی از زنان توسط عده‌ای از مردان است، مثلاً در هنگام جنگ.

## اصطلاح‌شناسی
واژه انگلیسی «تجاوز جنسی» در زبان ادبی انگلیسی معنای لاتین خود را حفظ کرده‌است، اما آن معنای اصلی قدیمی، امروزه با معنای رایج‌تر «تجاوز جنسی» به محاق رفته‌است. این واژه شباهت‌هایی به واژه‌های انگلیسی غارت، خلسه، غارت‌گر، حریص و زنای به عنف دارد و در گذشته به هتک حرمت‌های عمومی‌تر همچون چپاول، تخریب و اسارت شهروندان که در زمان جنگ بر شهر یا کشوری وارد می‌آمد گفته می‌شد؛ مثلاً وقایع رخ‌داده در جریان تجاوز و کشتار نانجینگ. فرهنگ انگلیسی آکسفورد معادل‌های «عملِ به‌زور بردنِ یک شخص، به‌ویژه یک زن» را علاوه بر تعریف‌هایِ عام‌تر «عمل گرفتن هر چیزی به زور» (منسوخ‌شده) و «هتک حرمت یا تجاوز به عنف به یک زن»، را برای این واژه ارائه کرده‌است.
واژه «تجاوز به عنف» در زبان انگلیسی از قرن چهاردهم به معنایِ عامِ «تصرف طعمه، گرفتن با زور» به‌کار می‌رفت و برگرفته از «راپر» است یک اصطلاح حقوقی فرانسوی باستان برای «تصرف کردن» است که آن هم به نوبه خود از واژهٔ لاتین «راپره» به معنیِ «تصاحب کردن، حمل کردن با زور، دزدیدن» گرفته شده‌است. این اصطلاح لاتین نیز در معنایِ «تجاوز جنسی» استفاده می‌شد، اما نه همیشه. بحث و جدل‌هایی بر سر این موضوع انجام شده‌است که رویداد افسانه‌ای موسوم به «تجاوز به زنان اهل سابین»، در حالی که در نهایت انگیزه جنسی داشت، منجر به تجاوز جنسی به زنان سابین در همان مکان نشد، بلکه رومی‌ها این زنان را ربودند و سپس از آنان درخواست کردند که با آنها ازدواج کنند. (بدون انعقاد قرارداد یا انجام معامله با پدران یا برادران این زنان، آنگونه که طبق قانون و سنت‌های آن دوران لازم بود).
اگرچه مفهوم جنسی این واژه امروزه غالب است، واژهٔ تجاوز (rape) را می‌توان در زمینهٔ غیرجنسی در زبان انگلیسی ادبی به کار برد.
در کتاب «یورش بر طره» اثر الکساندر پوپ، این اصطلاح به معنای «سرقت یک دسته [مو]» است که اشاره و استعاره به «اغراق‌آمیز جلوه دادنِ تخطی جزئی و بی‌اهمیتِ یک شخص» است. در قرن بیستم، جی. آر. آر. تالکین که تحصیلات دانشگاهی کلاسیک داشت، در کتاب سیلماریلیون خود از این کلمه به معنای قدیمی آن یعنی «تصرف و گرفتن» استفاده کرد. در تئاتر موزیکال «فنتستیکس» در سال ۱۹۶۰ که بازگوکننده یک داستان تمثیلی است، یک ترانه جنجالی با عنوانِ «بستگی داره چقدر پول بدی» وجود دارد که در مورد «یک آدم‌ربایی سنتی» است.
همچنین به صفت «rapacious» در زبان انگلیسی توجه کنید که معنای عمومی «حریص/طماع» و «(در چنگ یا در دست) گیرنده» را همچنان حفظ کرده‌است.
در قانون کلیسایی کلیسای کاتولیک، این واژه به ممنوعیت قانونی ازدواج در صورتی که عروس به‌زور ربوده شود، اشاره دارد. (قانون شرع ۱۰۸۹، سی‌آی‌سی)

## تاریخچه
گمان می‌رود که این عمل از دوران بسیار دور در میان مردمان و اقوام رایج بوده‌است. حفاری در سایت فرهنگ لینربندکرامیک اروپای دوران نوسنگی واقع در آشپارن آندر سایا اتریش، بقایای قربانیان کشته‌شدهٔ متعددی را نشان داد. در میان آنها، زنان و کودکان جوان به وضوح کمتر دیده می‌شود که نشان می‌دهد مهاجمان، مردان را کشته‌اند اما زنان واجدِ شرایطِ ازدواج و همسری را ربوده‌اند. بررسی اسکلت‌های دوران نوسنگی یافت‌شده در گودال مرگ تالهایم در آلمان نشان می‌دهد که مردان ماقبل تاریخ در قبایل مجاور و همسایه، حاضر به نبرد و کشتن یکدیگر بودند تا از زنان خود محافظت کنند یا زنان قبیله دیگر را بربایند.
علاوه بر دزدیدن احشام، ربودن زنان در جریان نبرد، در میان جوامع قبیله‌ای رایج بوده‌است. در مهاجرت‌های تاریخی انسان، تمایل دسته‌های متحرک نرهای مهاجم به ربودن ماده‌های بومی در پایداری بیشتر تک‌گروه دی‌ان‌ای میتوکندریایی انسانی در مقایسه با تک‌گروه دی‌ان‌ای کروموزوم Y انسانی منعکس شده‌است.

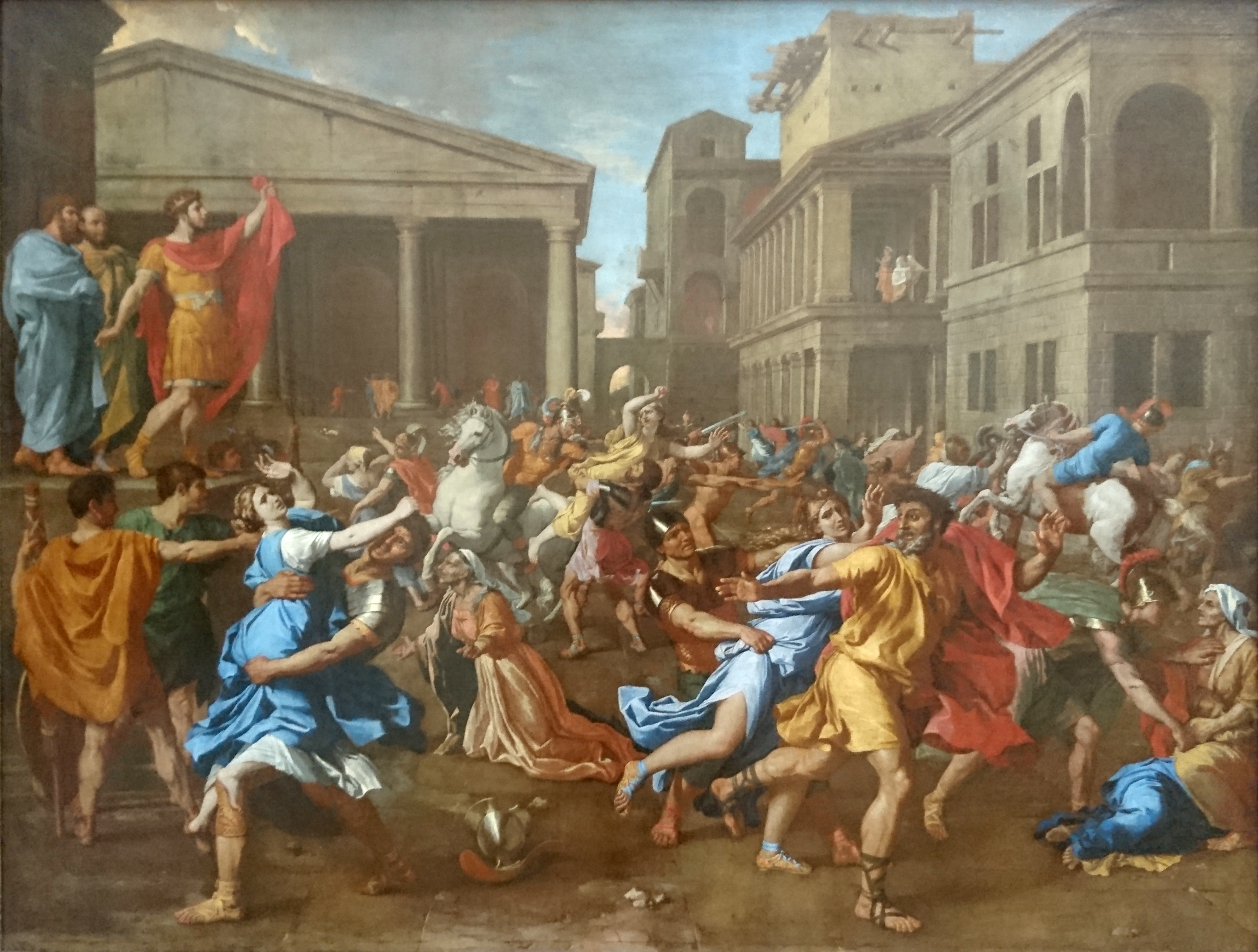
تجاوز به زنان اهل سابین؛ اثر نیکولا پوسن، رم، ۱۶۳۸–۱۶۳۷ (لوور)

تجاوز به زنان اهل سابین بخش مهمی از افسانه‌های مربوط به چگونگی پیدایش روم باستان (قرن هشتم قبل از میلاد) است. امپراتور رومولوس، سکونت‌گاهی را در تپه پالاسیوم ایجاد کرده بود که اکثراً ساکنان آن مرد بودند. رومی‌ها در جستجوی همسر، با قبیله مجاور خود که سابین نام داشتند، وارد مذاکره شدند که موفقیتی در پی نداشت. رومیان برای جلوگیری از انقراض جامعه خود، به فکر ربودن زنان سابین افتادند. امپراتور رومولوس خانواده‌های سابین را به جشنواره نپتون دعوت کرد. در جلسه او علامتی داد که در آن رومی‌ها، دختران سابین را گرفتند و با مردان سابینی مبارزه کردند. سپس رومولوس از ربوده‌شدگان رنجیده‌خاطر و برآشفته، عاجزانه درخواست کرد که مردان رومی را به همسری خود بپذیرند. تیتوس لیویوس ادعا می‌کند که هیچ تجاوز جنسی صورت نگرفته‌است. او اظهار داشت که رومولوس به آنها حق انتخاب آزاد را پیشنهاد داده و وعده حقوق مدنی و مالکیت مساوی را به آن دختران داده‌است. به گفتهٔ تیتوس لیویوس، او شخصاً با آنها صحبت کرد، «و به آنها اشاره کرد که همه اینها به دلیل غرور والدین‌شان در انکار حق ازدواج با همسایگانشان است. آنها پس از ازدواج، شرافتمندانه زندگی خواهند کرد و شوهران تمام دارایی و حقوق مدنی خود را به اشتراک خواهند گذاشت؛ و - عزیزتر از همه برای طبیعت بشر - مادران انسانهای آزاد خواهند بود.» آن زنان با مردان رومی ازدواج کردند، اما سابین‌ها به جنگ با رومی‌ها آمدند. این درگیری سرانجام زمانی حل شد که زنانی که اکنون از شوهران رومی خود صاحب فرزند شده بودند، در نبرد دخالت کرده و برای آشتی دادن طرفینِ درگیر واردِ عمل شدند. نویسنده داستان‌های کوتاه انگلیسی ساکی نقیضه‌ای از این داستان در «شیوهٔ شارتز-ماترکلوم» نگاشته‌است. این واقعه همچنین طرح اصلی فیلم‌نامه هفت عروس برای هفت برادر است.

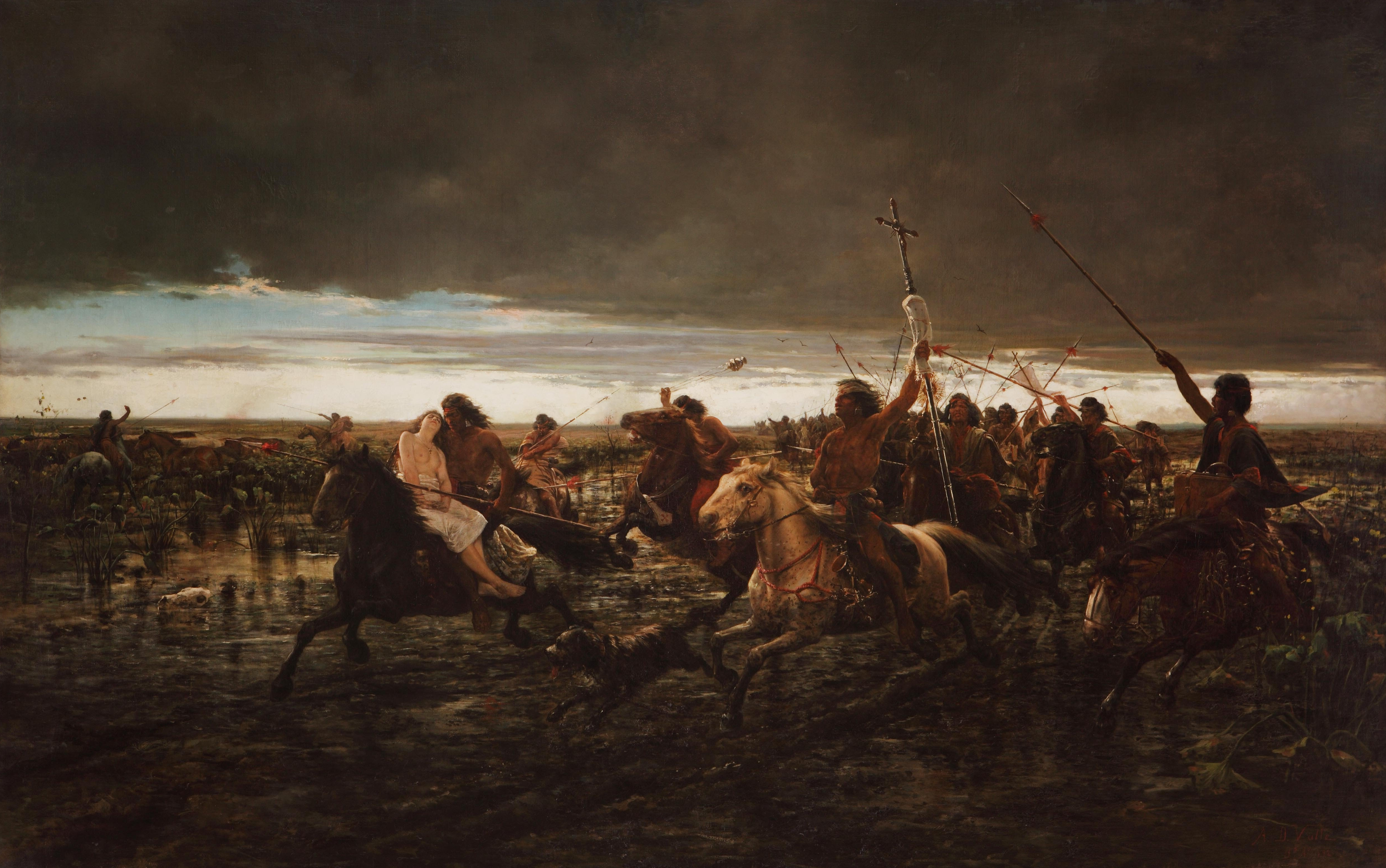
مردان قبیلهٔ ماپوچه در حال ربودن یک زن در جریان یورش «مالون» در تابلوی نقاشی «بازگشت غارت‌گران مالون» اثر آنخل دلا بایه (۱۸۹۲).

در ادبیات سانسکریت، به این عمل «راکشاسا ویواها»  («ازدواج از طریق آدم‌ربایی، ازدواج شیطان») می‌گویند که به‌عنوان مثال چاناکیا از آن یاد کرده‌است. «راکشاسا ویواها» یکی از اشکال هشت‌گانه ازدواج است و کتاب مقدس آن را محکوم کرده‌است.
به نظر می‌رسد در قرن سوم، مسیحیت گوت‌ها تحت تأثیر زنان مسیحی اسیرشده توسط گوت‌ها در موئسیا و تراکیه آغاز شد: در سال ۲۵۱ پس از میلاد، ارتش گوت‌ها به استان‌های رومی موئسیا و تراکیه حمله کرد، امپراتور روم «دسیوس» را شکست دادند و او را کشتند. سپس تعدادی اسیر (عمدتاً زن) که بسیاری از آنها مسیحی بودند را به اسارت بردند. تصور بر آن است که این نخستین تماس مستمر گوت‌ها با مسیحیت باشد.
در قرآن، ازدواج با اسیران زن که اسلام را پذیرفته‌اند، برای کسانی توصیه شده‌است که بر اساس شریعت اسلام، نمی‌توانند با زنان مسلمان دیگر ازدواج کنند (سوره نساء، آیهٔ ۲۵). ربودن متقابل زنان بین جوامع مسیحی و مسلمان در منطقهٔ بالکانِ تحت سلطهٔ عثمانی رایج بود و مضمونی تکرارشونده در ترانه‌های سربازان پیاده‌نظام در آن دوره بود.
کتاب زندگی‌نامه‌ای «یانوئاما»، دربارهٔ زندگی «هلنا والرو» دختری از قبیله بومی «یانومامی» در جنگل‌های آمازون در مرز ونزوئلا و برزیل است. زمانی که قبایل یانومامی با قبایل مجاور می‌جنگیدند و به آنها حمله می‌کردند، زنان اغلب مورد تجاوز قرار می‌گرفتند و به کومه‌های محلی بازگردانده می‌شدند تا در قبیله متخاصم به عنوان اسیر زندگی کنند.